# Elie Hobeika
Elie Hobeika (em árabe: إيلي حبيقة; Kleiat, 22 de setembro de 1956 — Hazmiyeh, 24 de janeiro de 2002) foi um falangista libanês e comandante das Forças Libanesas durante a Guerra Civil Libanesa, e ex- Parlamentar. Hobeika ganhou notoriedade quando foi nomeado pelos israelenses como um dos comandantes de milicianos responsáveis pelo massacre nos campos de refugiados de Sabra e Shatila nos arredores de Beirute em 1982.

## Biografia
Hobeika nasceu em Kleiat, no distrito de Keserwan, Líbano, em uma família maronita, em 22 de setembro de 1956. Segundo o The Guardian, ele foi profundamente influenciado pelo massacre de grande parte de sua família e de sua noiva por milicianos palestinos no Massacre de Damour em 1976.

## Guerra Civil Libanesa
Hobeika distinguiu-se como um lutador implacável, ganhando o apelido de "HK", modelo de metralhadora Heckler e Koch que ele carregava. Em julho de 1977 Hobeika, então conhecido apenas sob o pseudônimo de "Chef Edward", liderou um massacre contra civis e militantes palestinos no vilarejo de Yarin, no sul do Líbano.
Ele se tornou proeminente na Falange, que havia derrotado as milícias cristãs rivais em julho de 1980 e as incorporou às Forças Libanesas (LF). Em 1978 Hobeika tornou-se chefe da agência de segurança da LF (jihaz al-amn). Ele também se tornou guarda-costas pessoal de Bashir Gemayel. Nos anos que se seguiram, ele desenvolveu laços estreitos com os militares israelenses e com a Agência Central de Inteligência dos EUA (CIA).
Durante a invasão israelense do Líbano em 1982, Hobeika era o oficial de ligação do Mossad. Em 15 de setembro, após o assassinato do presidente eleito Bashir Gemayel no dia anterior, o exército israelense tomou o oeste de Beirute. O Ministro da Defesa, Ariel Sharon e o Chefe de Gabinete, General Raful Eitan, decidiram que as IDF não entrariam nos campos de refugiados da Palestina, mas essa tarefa deveria ser realizada pelas milícias cristãs libanesas. Na noite de 16 de setembro de 1982, Hobeika estava no último andar do posto de comando israelense, quando os primeiros 150 milicianos entraram nos campos de Sabra e Shatila, que haviam sido evacuados pela OLP no início de setembro. Duas horas depois que a primeira força falangista entrou no campo de Shatilla, um dos milicianos ligou para Hobeika, perguntando o que fazer com 50 mulheres e crianças que haviam feito prisioneiros. A resposta de Hobeika foi ouvida por um oficial israelense, que testemunhou que Hobeika respondeu: "Esta é a última vez que você vai me fazer uma pergunta como essa; você sabe exatamente o que fazer." Outros falangistas no telhado começaram a rir. O brigadeiro general Yaron perguntou ao tenente Elul, Chefe de Gabinete do Comandante Divisional, sobre o que era o riso e Elul traduziu o que Hobeika havia dito. Yaron então teve uma conversa de cinco minutos, em inglês, com Hobeika. O que foi dito é desconhecido. Nos três dias seguintes, os homens das Forças Libanesas mataram entre 762 e 3 500 moradores do campo. Até 1985, Hobeika ficou do lado de Israel. No entanto, ele começou a apoiar a presença da Síria no Líbano.
Hobeika esteve envolvido em outro incidente em março de 1985. A CIA supostamente pagou Hobeika (através de oficiais de inteligência do exército libanês) para assassinar Muhammad Hussein Fadlallah, o líder espiritual do grupo militante xiita Hezbollah, porque Fadlallah foi considerado pelas autoridades americanas como parte do planejamento do ataque de outubro de 1983 ao quartel da marinha dos EUA em Beirute, que matou 241 recrutas. No entanto, a tentativa de assassinato não teve sucesso porque o carro-bomba perto da residência de Fadlallah matou cerca de 80 espectadores, mas deixou Fadlallah incólume. O massacre levou a CIA a terminar seu relacionamento com Hobeika e deu ao Hezbollah um rancor duradouro contra ele. Hobeika foi removido das Forças Libanesas por seu líder Samir Geagea devido a sua traição. Após este evento, Hobeika fugiu para Zahle e depois para West Beirut. Ele estabeleceu um movimento político lá, o Waad Party. Em 1990, suas forças lutaram com as forças sírias contra o general Michael Aoun. Depois que a guerra civil terminou após o Acordo de Taif, Hobeika se beneficiou de uma anistia por crimes cometidos durante a guerra civil do Líbano em 1991.
Em junho de 2001, Chibli Mallat, um advogado maronita de esquerda, abriu um processo contra Ariel Sharon na Bélgica sob uma lei que permitia que estrangeiros fossem processados por crimes contra a humanidade. Pouco antes de sua morte, Hobeika declarou publicamente sua intenção de testemunhar contra Sharon sobre seu envolvimento no massacre de Sabra e Shatila no tribunal belga. Josy Dubié, um senador belga, foi citado dizendo que Hobeika havia dito a ele vários dias antes de sua morte que ele tinha "revelações" para divulgar sobre os massacres e se sentiu "ameaçado". Quando Dubié lhe perguntou por que ele não revelou todos os fatos que ele conhecia imediatamente, Hobeika teria dito: "Estou salvando-os para o julgamento". Em entrevista coletiva, ele disse: "Estou muito interessado que o julgamento [na Bélgica] comece porque minha inocência é uma questão central".

## Carreira política
Como chefe do Partido Waad, Hobeika foi eleito para o Parlamento em 1992 e em 1996. Durante o seu mandato no Parlamento, ele serviu em vários cargos ministeriais: ministro de estado para os assuntos dos emigrantes (maio de 1992 a outubro de 1992); ministro de estado para assuntos sociais e deficientes (outubro de 1992 a setembro de 1994) e ministro de recursos hídricos e eletricidade (junho de 1993 a dezembro de 1998). Quando ele era ministro de recursos hídricos e eletricidade, grandes projetos de energia foram realizados em Baddawi, Zahrani, Zouk e Baalbeck, instalando e distribuindo uma maciça rede elétrica em todo o Líbano, incluindo as áreas periféricas ainda em conflito com as Forças Israelenses no sul. O progresso foi muito lento em comparação com o aumento maciço dos megawatts necessários, uma vez que poucos projetos de eletricidade foram realizados ao longo de 18 anos de agitação civil, principalmente por causa da operação israelense Grapes of Wrath. Em 2000 Hobeika perdeu seu assento no parlamento devido à interferência ativa da Síria contra ele na eleição.

## O Acordo Tripartido
O Acordo Tripartido tinha a intenção de acabar com o conflito libanês. Em dezembro de 1985, as várias milícias cristãs, o Movimento Xiita Amal e o Partido Socialista Progressivo Druso se reuniram em Damasco, chegando a um acordo sobre reformas políticas, bem como relações especiais com a Síria. No entanto, em 15 de janeiro de 1986, o Presidente Amine Gemayel e Samir Geagea organizaram um golpe contra Hobeika, tornando assim o acordo nulo e sem efeito.

## Vida pessoal
Hobeika casou-se com Gina Raymond Nachaty em 1981. Eles tiveram uma filha que morreu na infância e um filho, Joseph.

## Morte
Hobeika foi morto em 24 de janeiro de 2002, com a idade de 45 anos, quando um carro-bomba detonou perto de sua casa no subúrbio de Hazmiyeh, em Beirute. A explosão matou três outras pessoas, incluindo seus dois guarda-costas, e feriu mais seis pessoas.

### Perpetradores
Um grupo chamado Libanês por um Líbano Livre e Independente divulgou uma declaração após o assassinato, alegando responsabilidade pelo assassinato de Hobeika. O grupo anunciou que matou Hobeika, já que ele era um "agente sírio" e uma "ferramenta eficaz" nas mãos de Ghazi Kenaan, o então chefe da inteligência militar síria.
Comentaristas libaneses e árabes culparam Israel pelo assassinato de Hobeika, com o suposto motivo israelense de que Hobeika estaria "aparentemente pronto para depor perante o tribunal belga sobre o papel de Sharon no massacre". Antes de seu assassinato, Elie Hobeika afirmou: "Estou muito interessado que o julgamento [belga] comece porque minha inocência é uma questão central".
Outros especularam que a inteligência síria assassinou Hobeika, que "declarou especificamente que ele não planejava identificar Sharon como responsável por Sabra e Shatila", para impedi-lo de testemunhar sobre o envolvimento da Síria no massacre.